# Iridopsis emasculatum
Iridopsis emasculatum är en fjärilsart som beskrevs av Dyar 1903. Iridopsis emasculatum ingår i släktet Iridopsis och familjen mätare. Inga underarter finns listade i Catalogue of Life.